# Kontrapunktierung
Der Begriff Kontrapunktierung (auch: Kontrapunktik) leitet sich vom musikalischen Kontrapunkt ab und bezeichnet, nach einem häufig zitierten Vorschlag des Musikwissenschaftlers Hansjörg Pauli (1976), eine Funktion der Filmmusik.
Bei der Kontrapunktierung steht der Charakter der Musik im Gegensatz zum Inhalt des Bildes, beispielsweise wenn bei einer Kampf- oder Kriegsszene ruhige Klaviermusik gespielt wird. Zusammen ergeben der Musikcharakter und der Bildinhalt eine neue Aussage, die nicht in deren originären Aussagen enthalten ist. Diese neue Sichtweise auf den Gesamtzusammenhang bildet sich im Kopf des Zuschauers/Zuhörers selbst – in Abhängigkeit von dessen Erfahrungen und aktiver Teilhabe am filmischen Geschehen.

## Beispiele
Kontrapunktierung wird in einer Vielzahl an Filmwerken verwendet, beispielsweise:
- Dr. Seltsam oder: Wie ich lernte, die Bombe zu lieben: Vernichtung der menschlichen Zivilisation zu We’ll Meet Again
- Good Morning, Vietnam: Aufmarsch von Truppen und Niederschlagung von Protesten zu What a Wonderful World
- Das Leben des Brian: Kreuzigung zu Always Look on the Bright Side of Life
- Schindlers Liste: Erschießungen während der Räumung des Ghettos zu Bachs Englischen Suiten